# Morti nel 1156
| Questa pagina contiene informazioni ricavate automaticamente dalle voci biografiche con l'ausilio del template Bio e di un bot. L'aggiornamento è periodico e automatico e ricostruisce completamente la pagina. Se manca una persona in questa lista, sei pregato di non aggiungerla, ma accertati piuttosto che la sua voce biografica contenga il template Bio e che i dati anagrafici siano correttamente compilati. Se il template Bio manca, inseriscilo tu stesso o, in alternativa, metti l'avviso {{tmp\|Bio}} che ne segnala la mancanza. Se i dati riportati sono sbagliati, correggi direttamente la voce biografica; le modifiche saranno visibili in questa lista entro pochi giorni. Per chiarimenti vedi il progetto biografie. La lista contiene solo le 21 persone che sono citate nell'enciclopedia e per le quali è stato implementato correttamente il template Bio. Pagina aggiornata al 13 gen 2025. |

- 17 gennaio - André de Montbard, cavaliere medievale francese
- 20 gennaio - Enrico di Uppsala, vescovo cattolico e santo britannico
- 7 maggio - Ratibor I di Pomerania, nobile
- 20 luglio - Toba, imperatore giapponese (n. 1103)
- 30 luglio - Atsïz (n. 1098)
- 4 agosto - Ottone IV di Wittelsbach, nobile tedesco
- 12 agosto - Bianca Garcés di Navarra (n. 1137)
- 2 ottobre - Ermanno di Stahleck, nobile tedesco
- 25 dicembre - Pietro il Venerabile, abate, santo e teologo francese (n. 1092)
- 25 dicembre - Sverker I di Svezia, re
- Ambaghai, sovrano e condottiero mongolo
- Asclettino, religioso e politico italiano
- Demetrio I di Georgia, re (n. 1093)
- Elvira di Castiglia, nobile
- Hoel III di Bretagna, nobile francese
- Domenico Morosini, militare, diplomatico e politico italiano
- Michele Paleologo, generale bizantino
- Tairrdelbach Ua Conchobair, re irlandese (n. 1088)
- Mas'ud I, sultano
- Simone del Vasto, nobile italiano
- Guglielmo, conte di Poitiers, nobile britannico (n. 1153)